# Eggdrop
 (septembre 2010).
Un eggdrop (ponte d'œuf) est un robot IRC populaire pour sa souplesse et la bibliothèque étoffée d'extensions et de scripts. Il fonctionne sous GNU/Linux, par exemple à partir d'un serveur-shell. Son pendant pour Windows se nomme Windrop.
Il fut initialement écrit en décembre 1993 par Robey Pointer pour surveiller le canal #gayteen sur EFnet. Programmé en langage C, une API est fournie afin d'autoriser l'utilisation de scripts et extensions, qui permettent à l'utilisateur d'améliorer finement les fonctionnalités du robot IRC. Le langage utilisé est traditionnellement le Tcl. Le support de Perl est pris en charge depuis la version 1.9.
Ils peuvent être utilisés en complément ou remplacement des robots de serveur, tel que BotServ, qui sont eux implémentés par les Services IRC.
Grâce à sa popularité, Eggdrop possède une pléthore de scripts disponibles, la plupart d'entre eux créés par les utilisateurs eux-mêmes, tel que des jeux à questions-réponses, distribution de fichier (habituellement par le protocole DCC) jusqu'aux scripts de gestion de salons.
Il est possible de créer un réseau de robots. Il s'agit de relier plusieurs eggdrops entre eux, afin de les faire agir de manière coordonnée : partage d'information sur les utilisateurs, agir à la place d'un eggdrop momentanément absent, bannir quelqu'un sur plusieurs salons de manière simultanée. Les utilisateurs qui sont connectés à un botnet, par telnet ou DCC Chat, peuvent communiquer entre eux par le biais de salons internes, à la manière d'un réseau IRC miniature (le salon 0 étant le canal par défaut, qu'on appelle partyline).

## Support
(en) L'aide officielle se trouve sur le canal #eggdrop du réseau Libera. L'aide pour eggdrop est aussi disponible sur le salon IRC #egghelp sur EFnet et Freenode. Il y a aussi un salon d'aide pour la programmation Tcl, et les extensions spécifiques à Tcl pour les eggdrops sur Undernet, appelé #Tcl.
(fr) L'aide en français elle se trouve sur le canal #eggdrop du réseau EpiKnet.